# HD 189567
HD 189567，又名CP-67 3703，SAO 254721、HR 7644，是一颗恒星，视星等为6.07，位于銀經328.48，銀緯-31.98，其B1900.0坐标为赤經19h 55m 32.3s，赤緯-67° -31.98′ 53″。